# Hexatoma atromarginata
Hexatoma atromarginata är en tvåvingeart som först beskrevs av Edwards 1926.  Hexatoma atromarginata ingår i släktet Hexatoma och familjen småharkrankar. Inga underarter finns listade i Catalogue of Life.